# Karl Markt
Karl Markt, né le 8 mars 1980, est un cycliste autrichien spécialiste de VTT cross-country. Il termine 20e de l'épreuve olympique 2012.

## Palmarès en VTT

### Coupe du monde
- Coupe du monde de cross-country
  - 2018 : 28e du classement général
  - 2019 : 28e du classement général
  - 2021 : 45e du classement général

### Championnats d'Autriche
- Champion d'Autriche de cross-country VTT : 2011, 2016 et 2020
- Champion d'Autriche de cross-country marathon : 2005 et 2007